# Automeris erisichton
Automeris erisichton é uma espécie de mariposa do gênero Automeris, da família Saturniidae.
A. erisichton é um sinônimo da Automeris liberia, registrada por Lemaire (1996).